# Ede (Zweden)
Ede is een plaats in het landschap Jämtland in Zweden die bestuurlijk tot de gemeente Krokom en de provincie Jämtlands län behoort.

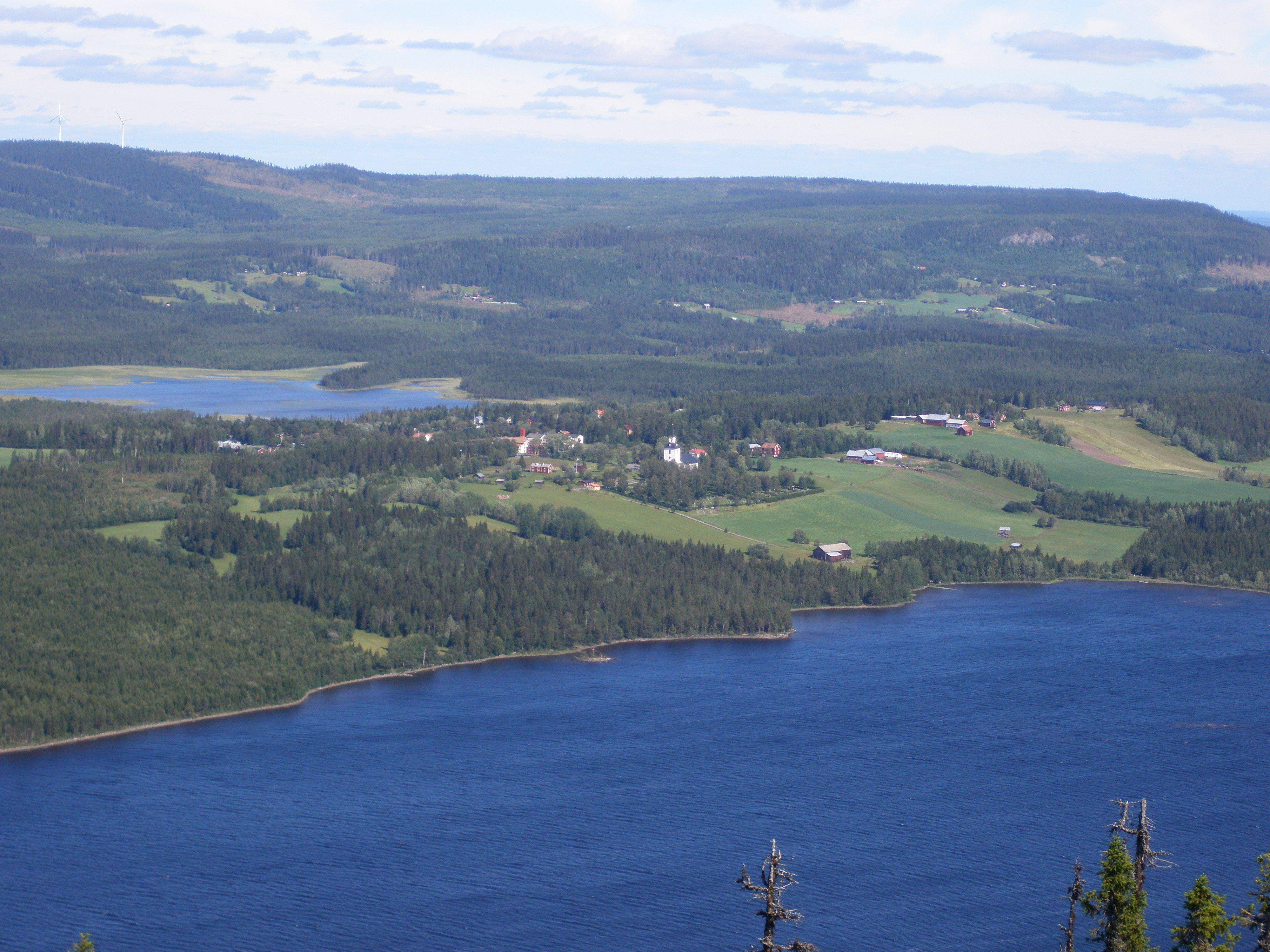
Ede

De plaats heeft 61 inwoners (2005) en een oppervlakte van 32 hectare.
Ede ligt vlak bij, maar niet direct aan het meer Alsensjön.